# Theth Nationalpark
Theth Nationalpark (albansk: Parku Kombëtar i Thethit) er en nationalpark i det nordlige Albanien . Parken blev grundlagt i 1966 og dækker et område på 26,3 km2 og er centreret om bjergkæden Prokletije i de De dinariske Alper, der omfatter en større del af dalen til floden Shala. Parken blev oprettet for at beskytte forskellige økosystemer, biodiversiteten og regionens kulturelle og historiske arv. Området er domineret af højt terræn med dale, floder, bjerge, vandfald, tætte skove og flere klippeformationer. International Union for Conservation of Nature (IUCN) har anført parken som kategori II. Især er regionen også blevet identificeret som et vigtigt fugle- og planteområde. I 2017 blev Theth yderligere erklæret et beskyttet historisk centrum.
Landsbyen Theth ligger langs den øvre Shaladal og omkranses på fire sider af adskillige to-tusinder som Radohima i vest, Arapi og Poplluka i nord og Jezerca i øst. 1.795 moh. fører en bjergsti i vest over Valbona Pass til Valbonëdalen Nationalpark. Ligesom de fleste af de De dinariske Alper, er parken domineret af kalksten og dolomitklipper og har store karst formationer som Grunas og den sydlige væg af Arapi, som betragtes som den højeste klippevæg i Balkan.

## Flora og fauna
På trods af sit begrænsede område er parken kendetegnet ved en meget forskelligartet flora med skøn, der varierer mellem 1.500 og 1.650 arter af planter, blandt hvilke 70 arter er truet. Theth er en del af et stort bevaret økosystem af uberørt natur af høj kvalitet. Biogeografisk hører parken til de Dinariske bjerges blandede skove terrestriske økoregion af det palearktiske tempereret løvfældende skov biom. Der findes tre typer skov i parken. Egebunden strækker sig fra en højde mellem 600 meter og op til 800 meter og er domineret blandt andet af frynseeg, orientalsk avnbøg, almindelig humlebøg, kirsebærkornel og mannaask. Bøgeområdet er hovedsageligt dækket af almindelig bøg, almindelig ædelgran og ahorn, og ligger mellem 900 meter og 1.900 meter. Det alpine område, der ligger i en højde, der spænder mellem 1.900 meter til 2.300 meter, er kendetegnet ved urteagtige planter og buske blandt dem  enebær og pil. Desuden findes også fjeldrapgræs, alpeasters, og almindelig kællingetand.
Kun 20 arter af pattedyr er registreret i parkens landområde bl.a. store pattedyr som brunbjørn, rådyr, gemse samt sjældne eller truede arter som ulv, los og vildged i parken. 50 arter af fugle er blevet observeret, med rovfugle såsom kongeørn, lille tårnfalk, spætmejse, solsort, rødrygget tornskade, tjur og rødrygget tornskade. På grund af de barske vintre har parken få krybdyr og padder. I alt 10 arter af krybdyr og 8 arter af amfibier opholder sig i parken inklusive centraleuropæiske alpesalamander, butsnudet frø, bjergsalamander og ørred .
|  |  |  |